# Stitches (pel·lícula de 2012)
Stitches és una pel·lícula de comèdia slasher del 2012 dirigida per Conor McMahon i escrita per McMahon i David O'Brien. És protagonitzada per Ross Noble, Tommy Knight i Gemma-Leah Devereux, amb Shane Murray Corcoran, Thomas Kane Byrne, Eoghan McQuinn, Roisin Barron, Hugh Mulhern, John McDonnell, Tommy Cullen, Lorna. Dempsey, Jemma Curran i Ryan Burke en papers secundaris. La trama tracta d'un pallasso que torna de la mort per venjar-se d'un nen i un grup de nens/adolescents que van contribuir a la seva mort.
La pel·lícula va ser produïda per Fantastic Films i Tailored Films el 2012 i marca el debut cinematogràfic de Tommy Knight i el còmic Ross Noble.
La pel·lícula és una coproducció internacional entre Irlanda, Suècia i el Regne Unit. McMahon va començar a treballar en la pel·lícula després de rebre una subvenció de 600.000 € de l'Irish Film Board, també utilitzant finançament. de MEDIA Europe. El rodatge de la pel·lícula va tenir lloc a Irlanda.
Stitches es va estrenar a Dublín, Irlanda el setembre de 2012 i es va estrenar a les sales de cinema al Regne Unit el 26 d'octubre de 2012.

## Argument
Richard Grindle, és un pallasso anomenat Stitches. Stitches arriba tard a l'aniversari de Tom, i intenta entretenir als nens, però en canvi ells el ridiculitzen. Vinny lliga els cordons de Stitches, la qual cosa el fa ensopegar i caure sobre un ganivet de cuina, causant-li la mort. Tom visita la tomba de Stitches i troba a un grup de pallassos que realitzen un ritual, i el líder del grup, The Motley, amenaça a Tom.
Sis anys després, Tom s'està preparant per al seu dissetè aniversari. Dubtant entre la idea de fer una gran festa, decideix en vegada convidar només uns pocs amics. En última instància, es fa una gran reunió, i Vinny distribueix en secret moltes invitacions més a través d'Internet. Tom, Vinny, Richie i Bulger, tots els quals havien estat presents quan va morir Stitches, preparen la casa. Mentre els convidats, entre ells l'amor de la infància de Tom, Kate, arriben, Stitches torna a la vida i surt de la seva tomba.

## Repartiment
- Tommy Knight com a Tommy
  - Ryan Burke com el jove Tommy, de 10 anys
- Ross Noble com a Richard "Stitches" Grindle
- Gemma-Leah Devereux com a Kate
- Shane Murray Corcoran com a Vinnie
- Thomas Kane Byrne com a Bulger
- Eoghan McQuinn com a Richie
- Roisin Barron com a Sarah
- Hugh Mulhern com a Paul
- John McDonnell com The Motley
- Tommy Cullen com a Dan
- Lorna Dempsey com a Mary
- Jemma Curran com a Jenny

## Producció
McMahon va començar a treballar a Stitches després de rebre una subvenció de 600.000 € de l'Irish Film Board, també utilitzant finançament de MEDIA Europe. El rodatge de la pel·lícula va tenir lloc a Irlanda.

## Banda sonora
La partitura va ser composta per Paul McDonnell. "Dream Conjecture" va ser escrit i interpretat per Jonathan van Atom. La banda sonora de la pel·lícula també inclou la cançó de 1986 "(I Just) Died in Your Arms" de la banda anglesa de rock Cutting Crew. L'escena de la festa també inclou la cançó "Funk Epidemic", escrita per Danny Groenland, Conor Doherty i Ken McCabe i interpretada pel grup irlandès Mob Fandango.

## Llançament
Stitches es va estrenar a Dublín, Irlanda el setembre de 2012. Va rebre una estrena limitada als cinemes als Estats Units. sota la distribuïdora Dark Sky Films, i al Japó sota Shochiku. A França, el títol de la pel·lícula és Dark Clown.

## Recepció

### Recepció crítica
Starburst la va puntuar 6/10 estrelles. Entertainment.ie la va puntuar amb tres estrelles i va comentar la influència de "Films slasher dels anys 80" en la pel·lícula. Bloody Disgusting va escriure que la pel·lícula estava "destinada a convertir-se en un clàssic de culte" i tenia "un gran valor de reproducció". Dread Central en particular va elogiar les escenes de mort de la pel·lícula, titllant-les de "brillants" i remarcant que es van fer "amb un sentit tan rigorós de cura i detall". Les crítiques a la pel·lícula van girar al voltant de la pel·lícula en si que era "una producció de pressupost increïblement baix" i la trama "no era gaire divertida com sona en el paper". Screen Daily va comentar que "les coses d'horror són òbvies, però es posen en escena amb un estil espectacular i galledes de sang".

### Premis
| Premi                                                                          | Categoria                           | Nominats                                                                                          | Resultat  |
| ------------------------------------------------------------------------------ | ----------------------------------- | ------------------------------------------------------------------------------------------------- | --------- |
| Fright-Fest 2012 i XLV Festival Internacional de Cinema Fantàstic de Catalunya | Premi Carnet Jove. Midnight X-Treme | Conor McMahon (Director) Fantastic Films (productora) Tailored Films (productora) - Conor McMahon | Guanyador |